# Distrito de Moroto
El distrito de Moroto es uno de los numerosos distritos en los que Uganda se divide políticamente. El nombre de este distrito proviene de su ciudad capital, la ciudad de Moroto, que es el centro económico de este distrito.

## Geografía
Moroto tiene una superficie total de unos 14.352 km². Mientras que su población es de 170.506 habitantes, según las cifras otorgadas del censo llevado a cabo en el año 2002. Esto da lugar a una densidad de 12 pobladores por cada kilómetro cuadrado.
- Datos: Q1375850